# Torsten-Frank Andersen
Torsten-Frank Andersen (Kopenhagen, 27 maart 1949) is een gewezen Deense voetballer. In België voetbalde hij drie seizoenen voor RSC Anderlecht.

## Carrière
Eind jaren 60 debuteerde Andersen bij Akademisk Boldklub. De jonge aanvaller werd in 1972 kampioen in Deense Eerste Divisie en dwong zo de promotie naar de Superligaen af. Een jaar later haalde RSC Anderlecht hem naar België. Trainer Urbain Braems gunde hem in eerste instantie weinig speelkansen. De concurrentie was ook groot met spelers als Attila Ladinszky, Rob Rensenbrink en André De Nul. Anderlecht sloot het seizoen af als kampioen.
Het seizoen nadien rekende Braems steeds vaker op de Deen. Maar een vaste basisspeler werd hij niet. Anderlecht won dat seizoen wel de Beker van België, hetgeen de club een jaar later onder trainer Hans Croon nog eens overdeed. Croon slaagde er ook in om met paars-wit de Europacup II te veroveren. Nadien keerde Andersen terug naar zijn vaderland.
De toen 27-jarige aanvaller belandde opnieuw in de hoofdstad, maar sloot zich ditmaal aan bij Kjøbenhavns Boldklub. Tot de jaren 80 verdedigde hij de kleuren van de club, met als uitschieter de landstitel in 1980. Nadien speelde Andersen nog even voor tweedeklasser Hellerup IK.
Torsten Andersen speelde tussen 1977 en 1979 ook zes keer voor de Deense nationale ploeg.